# Eleições legislativas portuguesas de 1949
As eleições legislativas portuguesas de 1949 foram realizadas no dia 13 de novembro, sendo eleitos os 120 deputados da Assembleia Nacional. A totalidade dos deputados eleitos pertence à União Nacional. A oposição apresentou listas em Portalegre e Castelo Branco. O novo parlamento iniciou os trabalhos no dia 25 de novembro de 1949 e manteve-se em funções até ao termo do seu mandato em 1953.

## Resultados eleitorais
| Partido                 | Partido                      | Votos     | %     | +/-  | Deputados | +/-     |
| ----------------------- | ---------------------------- | --------- | ----- | ---- | --------- | ------- |
|                         | União Nacional               | 900 000   | 97,06 | 2,94 | 120 / 120 | Estável |
|                         | Candidaturas de Oposição (a) | 27 260    | 2,94  | Novo | 0 / 120   | Novo    |
| Votos Inválidos         | Votos Inválidos              | 4         | 0,00  |      |           |         |
| Total                   | Total                        | 927 264   | 100   |      | 120       |         |
| Eleitorado/Participação | Eleitorado/Participação      | 1 223 172 | 75,8  | 22,0 |           |         |

(a) Listas apresentadas em Castelo Branco e Portalegre